# Albert Husson
Albert Husson   (5è arrondissement de Lió, 3 d'agost de 1912 - 5è arrondissement de Lió, 16 de desembre de 1978) fou un autor dramàtic, director i adaptador de teatre i de televisió francès. Fou membre de l'Académie des Sciences Belles-Lettres et Arts de Lió.

## Obra dramàtica
- 1952: La Cuisine des anges
- 1956: L'Ombre du cavalier
- 1957: Les Pigeons de Venise
- 1961: La Valet de quatre coeurs
- 1961: L'Impromptu des collines
- 1963: Le Système Fabrizzi
- 1973: Le Paysan parvenu

## Estrenes a Barcelona
- 1955, 9 abril. La cocina de los ángeles. Estrenada al Teatre Windsor
- 1959. Tres angelets a la cuina. Estrenada al Teatre Romea